# Сестренцевич (герб)
Сестренцевич (пол. Siestrzeńcewicz, Siestrzeniec) — польский дворянский герб.

## Описание
В красном поле серебряная стрела с раздвоенным древком, которое посередине пересекает лежащий меч. Когда вместо меча располагается крест, герб называется Сестринец (пол. Siestrzeniec).

## Герб используют
8 родовBohusz, Kuczuk, Norucki, Siestrzeńcewicz, Szymkiewicz, Zankowicz, Zienkiewicz, Zienkowicz